# Sprickflugor
Sprickflugor (Milichiidae) är en familj av tvåvingar bestående av över 300 olika arter. Sprickflugor ingår i ordningen tvåvingar, klassen egentliga insekter, fylumet leddjur och riket djur.   Milichiidae indelas i tre olika underfamiljer, Madizinae, Milichiinae, och Phyllomyzinae. 19 olika arter av sprickflugor har påträffats i Sverige.

## Levnadssätt
I larvstadiet är många sprickflugor saprofager och lever bland förmultnande växter men familjen innehåller även arter som är koprofager eller nekrofager. I det vuxna stadiet äter många flugor av nektar från vita eller gula blommor och fungerar som pollinatörer för dessa. Honorna i flera arter är även kleptoparasiter.

## Bildgalleri

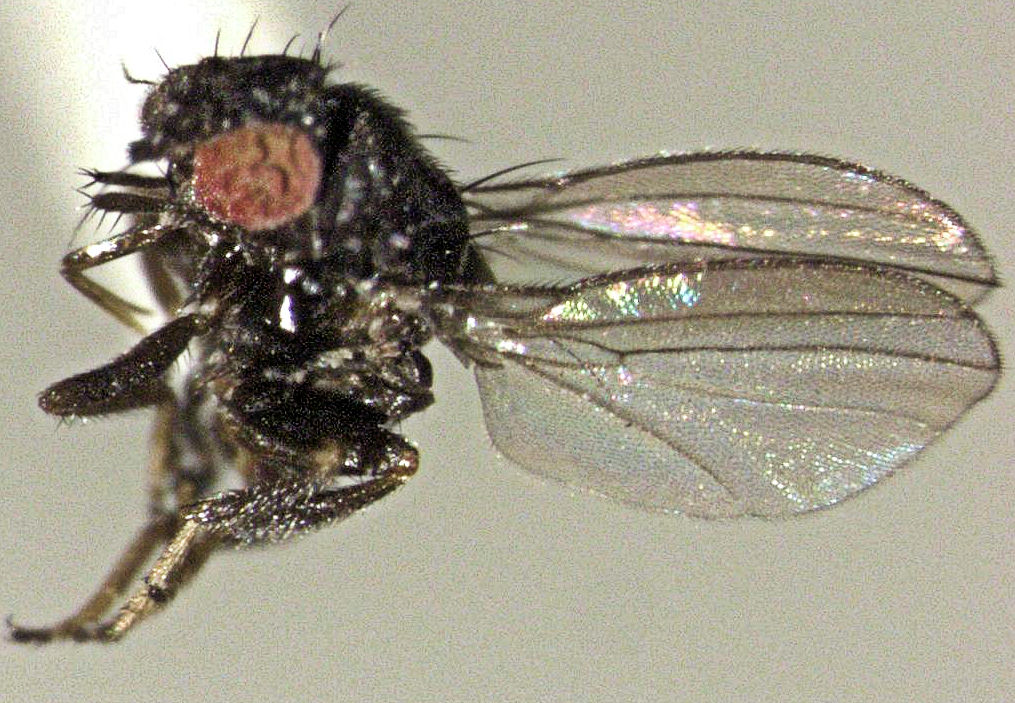
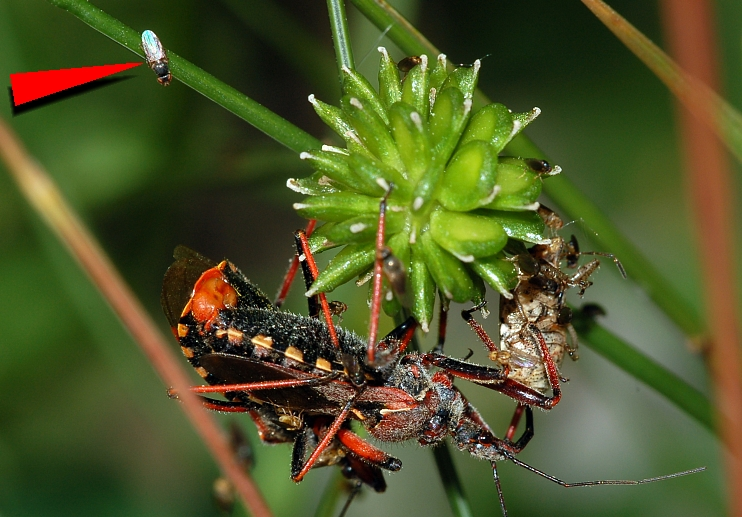
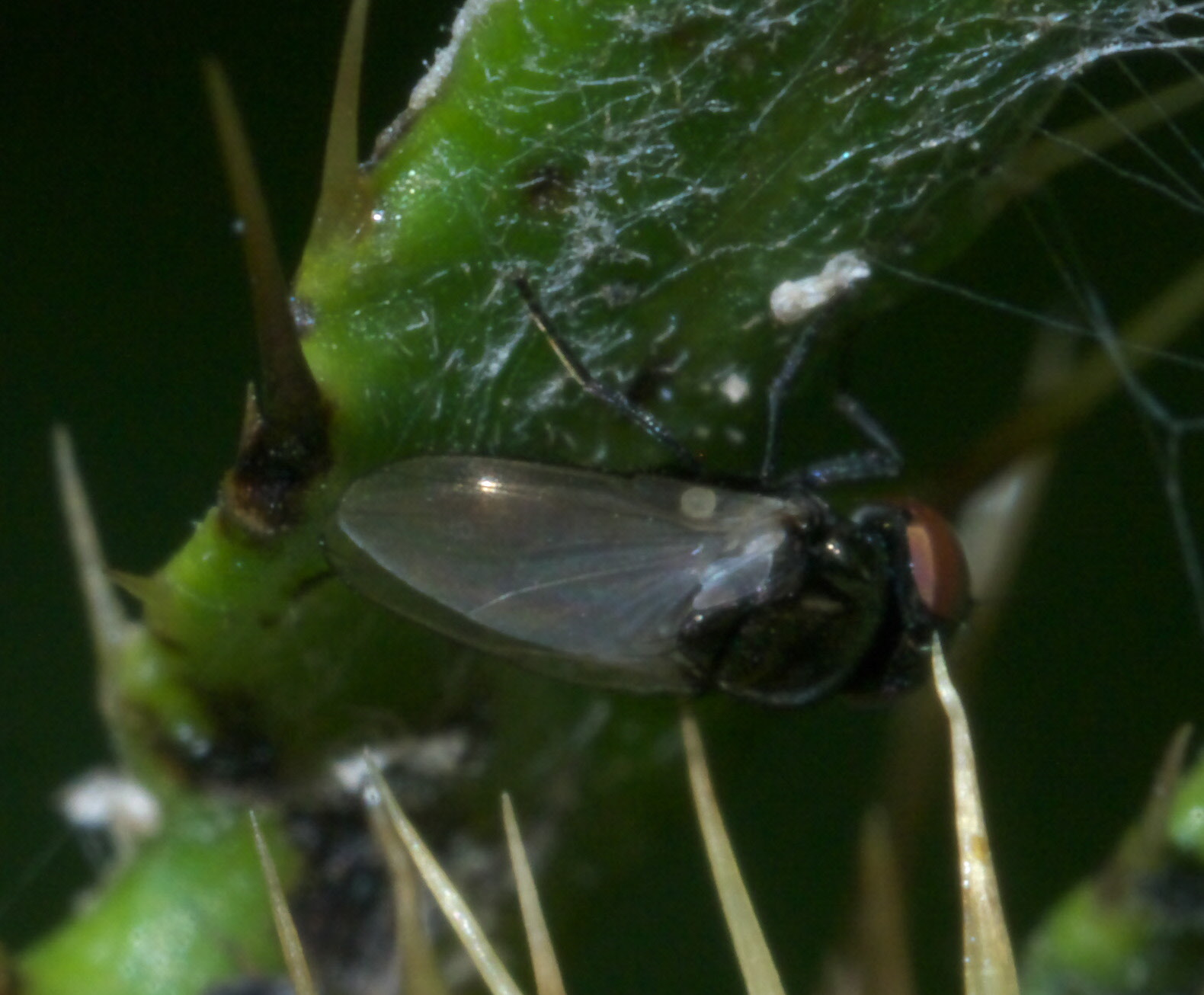

## Lista över släkten inom familjen Sprickflugor indelade efter underfamilj

### Madizinae
- Desmometopa
- Leptometopa
- Madiza
- Pseudodesmometopa

### Milichiinae
- Enigmilichia
- Eusiphona
- Milichia
- Milichiella
- Pholeomyia

### Phyllomyzinae
- Aldrichiomyza
- Borneomyia
- Costalima
- Indochinomyia
- Microsimus
- Neophyllomyza
- Paramyia
- Paramyioides
- Phyllomyza
- Stomosis
- Xenophyllomyza